# Frank Reiß
Frank Reiß ist ein ehemaliger deutscher Handballspieler.
Ab der Saison 1984/85 spielte er für den VfL Fredenbeck in der 2. Bundesliga. 1988 gelang ihm mit der Mannschaft der Aufstieg in die Bundesliga. In der höchsten bundesdeutschen Spielklasse gehörte Reiß bis 1990 zum VfL-Aufgebot.
Zur Saison 1990/91 wechselte er zum HC Hamburg in die Oberliga und wurde dort Mannschaftskapitän. Später spielte Reiß in der Regionalliga beim TVB Hamburg und bei der HSG Sasel/DUWO.